# Marhanec
Marhanec (ukrajinsky Марганець; rusky Марганец, Marganěc) je město v Dněpropetrovské oblasti na středo-jižní Ukrajině. Leží poblíž řeky Dněpr u Kachovské přehrady. Žije zde přibližně 45 tisíc obyvatel. Spolu se sousedními sídly tvoří Nikopolskou aglomeraci. Po administrativně-teritoriální reformě v červenci 2020 patří do Nikopolského rajónu, do té doby spadalo jako město oblastního významu přímo pod oblast.
Město bylo založeno teprve roku 1938 a jeho název znamená v překladu do češtiny mangan, což napovídá, že se v okolí nacházejí rudné doly. V samotném městě je pak velký metalurgický kombinát. Margancem prochází železniční trať Kryvyj Rih – Nikopol – Záporoží, významná především pro nákladní dopravu.